# Shock Value II
Shock Value 2 es el tercer álbum de estudio del productor y rapero Timbaland. Fue lanzado el 8 de diciembre de 2009 con la productora Blackground. 

## Singles
El primer sencillo "Morning After Dark" cuenta con la colaboración de la cantante luso-canadiense Nelly Furtado y SoShy fue lanzado digitalmente el 27 de octubre de 2009. El sencillo está inspirado en las películas de la saga Crepúsculo.

## Lista de canciones
1. "Intro" (con DJ Felli Fel) - 0:49
2. "Carry Out" (con Justin Timberlake) - 3:53
3. "Lose Control" (con JoJo) - 4:28
4. "Meet In Tha Middle" (con Bran'Nu) - 4:01
5. "Say Something" (con Drake) - 4:01
6. "Tomorrow In The Bottle" (con Chad Kroeger y Sebastian) - 5:28
7. "We Belong To Music" (con Miley Cyrus) - 4:28
8. "Morning After Dark" (con Nelly Furtado y SoShy) - 3:52
9. "If We Ever Meet Again" (con Katy Perry) - 4:59
10. "Can You Feel It" (con Esthero y Sebastian) - 4:44
11. "Ease Off The Liquor" - 5:58
12. "Undertow" (con The Fray y Esthero) - 4:22
13. "Timothy Where You Been" (con Jet y JoJo) - 4:47
14. "Long Way Down" (con Daughtry) - 4:23
15. "Marching On" (con OneRepublic) - 4:12
16. "The One I Love" (con Keri Hilson, D.O.E. y Bran'Nu) - 4:34
17. "Symphony" (con Attitude, Bran'Nu y D.O.E.) - 4:21